# Kaita (Nigeria)
Kaita è una città della Repubblica Federale della Nigeria appartenente allo stato di Katsina. È il capoluogo dell'omonima area a governo locale (local government area) che si estende su una superficie di 925 km² e conta una popolazione di 184.401 abitanti.
Il presidente locale è l'ingegnere Bello Lawal Yandaki. <ref>Governor Masari inaugurates 34 LG transitions committee chairmen|Today's Newspaper|https://www.today.ng/news/politics/governor-masari-inaugurates-34-transitions-committee-chairmen-141731|</ref>